# Yoann Bourillon
Pour les articles homonymes, voir Bourrillon.
Yoann Bourillon, né le 9 janvier 1982 à Laval, est un footballeur français.
Il peut évoluer en défense centrale ou en tant que milieu défensif. Son frère Grégory Bourillon est aussi footballeur professionnel.

## Biographie
Yoann Bourillon commence le football à 6 ans à Montsûrs. Formé au Stade lavallois, il fait ses débuts à 19 ans en équipe première. Il joue 80 matches de Ligue 2 avec le club mayennais. En 2005 il quitte le club après une dernière saison sans éclat. Il s'entraîne avec l'UNFP pendant l'été avant de poursuivre sa carrière au niveau amateur.
En 2009 il est champion du groupe A de CFA avec le RC Besançon mais la DNCG interdit au club l'accession en National. Il signe alors à l'US Avranches, sur les conseils de l'ancien Tango Oswald Tanchot.
En 2017 il est champion de France de CFA2 avec le Stade briochin.